# アジア自転車競技選手権大会
アジア自転車競技選手権大会（アジアじてんしゃきょうぎせんしゅけんたいかい、英語: Asian Cycling Championships）は、アジア自転車競技連合が主催する自転車競技の国際大会である。

## 歴史
第1回アジア選手権は1963年にクアラルンプールで開催。その後、隔年開催として持ち回りで行われ（1975年は中止）、第14回（1989年）からはアジア・ジュニア選手権も併催。1999年からは毎年開催となり現在に至る。
日本開催は過去5回。第6回（1973年）大会は静岡県田方郡修善寺町（現・伊豆市）の日本サイクルスポーツセンター、第19回（1999年）大会は群馬県前橋市（グリーンドーム前橋）・嬬恋村、第24回（2004年）大会は三重県四日市市、第28回（2008年）大会は奈良県奈良市・山添村、第36回（2016年）大会は静岡県伊豆市（伊豆ベロドローム）・東京都大島町で開催された。

## 種目

### トラックレース
アジア自転車トラック競技選手権大会
- ケイリン（男女）
- スプリント（男女）
- チームスプリント（男女）
- 個人追抜（男女）
- 団体追抜（男女）
- ポイントレース（男女）
- スクラッチ（男女）
- オムニアム（男女）
- マディソン（男子）
- 1kmタイムトライアル（男子）
- 500mタイムトライアル（女子）

### ロードレース
アジア自転車ロードレース選手権大会
- 個人ロードレース（男女）
- 個人タイムトライアル（男女）

## 開催記録
| 年   | アジア回 | ジュニア回 | 開催地                                                      | 備考                         |
| ---- | -------- | ---------- | ----------------------------------------------------------- | ---------------------------- |
| 1963 | 1        | -          | クアラルンプール（マラヤ）                                  |                              |
| 1965 | 2        | -          | マニラ（フィリピン）                                        |                              |
| 1967 | 3        | -          | バンコク（タイ）                                            |                              |
| 1969 | 4        | -          | ソウル（韓国）                                              |                              |
| 1971 | 5        | -          | シンガポール（シンガポール）                                |                              |
| 1973 | 6        | -          | 修善寺町（日本）                                            |                              |
| 1975 | 7        | -          | （インドネシア）                                            | 中止                         |
| 1977 | 8        | -          | マニラ（フィリピン）                                        |                              |
| 1979 | 9        | -          | クアラルンプール（マレーシア）                              |                              |
| 1981 | 10       | -          | バンコク（タイ）                                            |                              |
| 1983 | 11       | -          | マニラ（フィリピン）                                        |                              |
| 1985 | 12       | -          | 仁川（韓国）                                                |                              |
| 1987 | 13       | -          | ジャカルタ（インドネシア）                                  |                              |
| 1989 | 14       | 1          | ニューデリー（インド）                                      | 今大会よりジュニア選手権開催 |
| 1991 | 15       | 2          | 北京（中国）                                                |                              |
| 1993 | 16       | 3          | イポー（マレーシア）                                        |                              |
| 1995 | 17       | 4          | ケソン・オロンガポ（フィリピン）                            |                              |
| 1997 | 18       | 5          | ソウル・加平（韓国）                                        |                              |
| 1999 | 19       | 6          | 群馬（日本）                                                |                              |
| 2000 | 20       | 7          | 上海（中国）                                                | 毎年開催に移行               |
| 2001 | 21       | 8          | 台中・高雄（チャイニーズタイペイ）                          |                              |
| 2002 | 22       | 9          | バンコク・プハンブリ（タイ）                                |                              |
| 2003 | 23       | 10         | 昌原（韓国）                                                |                              |
| 2004 | 24       | 11         | 四日市（日本）                                              |                              |
| 2005 | 25       | 12         | ルディアナ（インド）                                        |                              |
| 2006 | 26       | 13         | クアラルンプール（マレーシア）                              |                              |
| 2007 | 27       | 14         | バンコク、ナコンラチャシマ（タイ）                          |                              |
| 2008 | 28       | 15         | 奈良（日本）                                                |                              |
| 2009 | 29       | 16         | カリマンタン（インドネシア）                                |                              |
| 2010 | 30       | 17         | シャールジャ（UAE）                                         |                              |
| 2011 | 31       | 18         | ナコンラチャシマ（タイ）                                    |                              |
| 2012 | 32       | 19         | クアラルンプール（マレーシア）                              |                              |
| 2013 | 33       | 20         | ニューデリー（インド）                                      |                              |
| 2014 | 34       | 21         | アスタナ、カラガンダ（カザフスタン）                        |                              |
| 2015 | 35       | 22         | ナコンラチャシマ（タイ）                                    |                              |
| 2016 | 36       | 23         | 伊豆、伊豆大島（日本）                                      |                              |
| 2017 | 37       | 24         | ニューデリー（インド）トラック マナーマ（バーレーン）ロード |                              |
| 2018 | 38       | 25         | ニライ（マレーシア）トラック ネピドー（ミャンマー）ロード   |                              |